# 双龍駅 (咸鏡北道)
双龍駅（サンニョンえき）は朝鮮民主主義人民共和国咸鏡北道金策市に位置する朝鮮民主主義人民共和国鉄道省平羅線の駅である。

## 歴史
- 1924年10月11日：開業[1]。